# Kristen McMenamy
Kristen McMenamy (* 13. Dezember 1964 in Easton, Pennsylvania) ist ein US-amerikanisches Model, das vor allem in den 1990er Jahren durch seinen androgynen Look und ihre unkonventionelle Erscheinung international bekannt wurde. Sie gilt als eine der einflussreichsten Persönlichkeiten der Modewelt ihrer Generation.

## Leben

### Kindheit und Jugend
Kristen McMenamy wurde in einer irisch-katholischen Familie als drittes von sieben Kindern geboren. Sie besuchte die Notre Dame High School in Easton. Schon früh fiel sie durch ihre schlanke Figur auf, was ihr in der Schulzeit den Spitznamen „Skeleton“ einbrachte.

### Karriere
Ihre Karriere begann 1985, nachdem sie zunächst von mehreren Modelagenturen abgelehnt wurde. Den Durchbruch erzielte sie Anfang der 1990er Jahre, als sie sich die Haare kurz schneiden ließ, sie schwarz färbte und ihre Augenbrauen abrasierte. Dieser drastische Wandel machte sie zur Ikone der Grunge-Ära in der Modewelt.
Sie lief auf den Laufstegen der bedeutendsten Designer wie Versace, Chanel, Valentino, Dior und Jean Paul Gaultier. McMenamy war Muse für berühmte Fotografen wie Peter Lindbergh, Steven Meisel und Juergen Teller. 1992 eröffnete sie die Frühjahr/Sommer-Show von Versace und war in der ikonischen „Grunge & Glory“-Strecke der Vogue zu sehen.
1998 zog sie sich vorübergehend aus dem Modelgeschäft zurück. Ihr Comeback erfolgte 2004, unter anderem auf dem Laufsteg von Prada. Sie entschied sich, ihr natürlich ergrauendes Haar nicht mehr zu färben, was zu ihrem Markenzeichen wurde.

### Persönliches Leben
In den frühen 1990er Jahren war McMenamy mit Hubert Boukobza, dem Besitzer des Pariser Nachtclubs Les Bains-Douches, liiert. Aus dieser Beziehung stammt ihre Tochter Lily McMenamy (* 1994), die ebenfalls als Model arbeitet.
1997 heiratete sie den britischen Fotografen Miles Aldridge. Aus der Ehe gingen zwei weitere Kinder hervor. Das Paar trennte sich 2013. Seit 2016 ist sie mit dem Kunsthändler Ivor Braka verheiratet.

## Einfluss
Kristen McMenamy gilt als Ikone der Modewelt, deren Wandelbarkeit, künstlerische Ausdruckskraft und bewusste Abkehr von klassischen Schönheitsidealen sie zu einer Pionierin ihrer Zeit machten. Ihr Einfluss ist bis heute in der Modefotografie und auf den Laufstegen sichtbar.